# John Cabrera
John Cabrera (Miami, 26 agosto 1975) è un attore e regista statunitense famoso per il ruolo di Brian Fuller nella serie televisiva Una mamma per amica su The WB (poi diventata The CW).

## Biografia
Nato a Miami (Florida), ha frequentato la Miami Killian High School (classe 1993) dove ha iniziato i suoi studi di attore. Successivamente ha frequentato The Theatre School (precedentemente The Goodman School of Drama) alla DePaul University a Chicago (Illinois), dove ha ricevuto un BFA in Recitazione. Tra i suoi amici e colleghi provenienti dalla stessa scuola spiccano Judy Greer, Michael Muhney e Sean Gunn.
Nel 1998 si unisce a un collettivo di professionisti teatrali e aiuta a fondare Collaboraction, un ensemble teatrale multidisciplinare noto per il festival teatrale Sketchbook, che Cabrera stesso ha creato in collaborazione con Anthony Moseley, direttore artistico di Sketchbook. Nel 2001 riceve il Joseph Jefferson Citation Award per il ruolo di Nat in Refuge, una produzione di Collaboraction scritta da Jessica Goldberg.
Nel 2000 si trasferisce a Los Angeles e lavora nei Teatri Taper Too del Mark Taper Forum e South Coast Repertory. Nel 2008 il GilmoreGirlsNews.com annuncia che Cabrera è entrato in collaborazione con Cosimo De Tommaso nella scrittura e produzione di una Web Series della Warner Premier chiamata H+ (ora famosa col nome di H+ The Digital Series).
Anche se meglio noto come attore, Cabrera è anche regista di film come la featurette The Man Who Invented the Moon, scritto dal collega e amico Lee Kirk e interpretato da Sean Gunn.
È apparso in altre importanti serie televisive come Studio 60 on the Sunset Strip, NCIS - Unità anticrimine, American Dreams, Miracles e CSI - Scena del crimine.